# میلو ونتیمیگلیا
میلو آنتونی ونتیمیگلیا (به انگلیسی: Milo Anthony Ventimiglia)، (زاده ۸ ژوئیه ۱۹۷۷) بازیگر، کارگردان و تهیه‌کننده آمریکایی است. وی پس از چندین نقش در سریال‌های تلویزیونی و بخش‌هایی در فیلم‌های مستقل، به خاطر نقش‌های خود به عنوان جس ماریانو در سریال‌های تلویزیونی Gilmore Girls از سال ۲۰۰۱ تا ۲۰۰۶ و به عنوان نقش پیتر پترلی در سریال قهرمانان از ۲۰۰۶ تا ۲۰۱۰ به رسمیت شناخته شد.
او به تازگی در سریال این ما هستیم (مجموعه تلویزیونی) از شبکه ان‌بی‌سی شخصیت اصلی را بر عهده گرفته که محبوبیت زیادی با آن پیدا کرده.

## فیلم‌ها
| سال  | عنوان                 | نام فارسی فیلم         | نقش                 |
| ---- | --------------------- | ---------------------- | ------------------- |
| ۱۹۹۷ | Boys Life 2           | زندگی پسران ۲          | جیسون               |
| ۱۹۹۹ | She's All That        | او همه چیز تمام است    | بازیکن فوتبال       |
| ۱۹۹۹ | Speedway Junky        | جاده سریع‌السیر مزخرف   | تراویس              |
| ۲۰۰۰ | Massholes             | ماسولز                 | دوک                 |
| ۲۰۰۱ | Nice Guys Finish Last | آخرین پایان آدم‌های خوب | جاش                 |
| ۲۰۰۳ | Winter Break          | تعطیلات زمستانی        | مت ریموند           |
| ۲۰۰۳ | Blue Poles            | آبی لهستانی            | مایلز               |
| ۲۰۰۵ | Cursed                | نفرین‌شده               | بو                  |
| ۲۰۰۵ | Dirty Deeds           | اعمال کثیف             | زک هارپر            |
| ۲۰۰۶ | Intelligence          | هوش                    | کالین مادرز         |
| ۲۰۰۶ | Stay Alive            | زنده بمان              | لومیس کرولی         |
| ۲۰۰۶ | Rocky Balboa          | راکی بالبوآ            | رابرت بالبوآ جونیور |
| ۲۰۰۸ | آسیب‌شناسی             | آسیب‌شناسی              | تد گری              |
| ۲۰۰۹ | Gamer                 | بازیکن                 | ریک راپ             |
| ۲۰۰۹ | Armored               | زره                    | افسر اکهارت         |
| ۲۰۱۰ | Order of Chaos        | سفارش آشوب             | ریک                 |
| ۲۰۱۱ | The Divide            | شکاف                   | جاش                 |
| ۲۰۱۲ | That's My Boy         | اون پسرمه              | چد                  |
| ۲۰۱۲ | Static                | ایستاده                | جاناتان داد         |
| ۲۰۱۳ | Kiss of the Damned    | بوسه لعنتی             | پائولو              |
| ۲۰۱۳ | Grown Ups 2           | بزرگ‌شده‌ها ۲            | فرت پسر مایلو       |
| ۲۰۱۳ | Killing Season        | فصل کشتن               | کریس فورد           |
| ۲۰۱۴ | Grace of Monaco       | گریس موناکو            | روپرت آلن           |
| ۲۰۱۴ | Tell                  | تل                     | تل                  |
| ۲۰۱۵ | Walter                | والتر                  | وینس                |
| ۲۰۱۵ | Wild Card             | وایلد کارد             | دنی دِمارکو          |

| سال       | عنوان                             | نام فارسی فیلم                  | نقش              | اپیزود |
| --------- | --------------------------------- | ------------------------------- | ---------------- | --- |
| ۱۹۹۵      | Fresh Prince of Bel-Air           | شاهزاده تازه از بل-ایر          | مهمان جشن        | اپیزود: "Bourgie Sings the Blues" |
| ۱۹۹۶      | Sabrina, the Teenage Witch        | سابرینا، جادوگر نوجوان          | لترمن            | اپیزود: "Terrible Things" |
| ۱۹۹۶      | Saved by the Bell: The New Class  | ذخیره شده توسط بل: کلاس جدید    | گرگ              | اپیزود: "Hospital Blues" |
| ۱۹۹۷      | EZ Streets                        | خیبان‌های ای زِد                  | کوین جوان        | اپیزود: "A Terrible Beauty" |
| ۱۹۹۸      | Brooklyn South                    | جنوب بروکلین                    | جانی مانکوسو     | اپیزود: "Hospital Blues" |
| ۱۹۹۸      | Kelly Kelly                       | کلی کلی                         | استیو اسپنسرر    | اپیزود: "Bye Bye Baby" |
| ۱۹۹۸      | One World                         | یک جهان                         | اریک             | اپیزود: "Community Service" |
| ۲۰۰۰      | Opposite Sex                      | جنس مخالف                       | جد پری           | ۸ اپیزود (اصلی) |
| ۲۰۰۰      | CSI: Crime Scene Investigation    | سی‌اس‌آی                          | بابی تیلور       | اپیزود: "Friends & Lovers" |
| ۲۰۰۱–۲۰۰۶ | Gilmore Girls                     | دختران گیلمور                   | جسی "جس" ماریانو | ۳۷ اپیزود فصل دوم و سوم (اصلی) فصل چهارم و ششم (فرعی) |
| ۲۰۰۳      | Windward Circle                   | بادگیر دایره                    | جسی "جس" ماریانو | اپیزود آغازین |
| ۲۰۰۳      | Boston Public                     | بوستون عمومی                    | جیک پروشریو      | ۴ اپیزود |
| ۲۰۰۳      | Law & Order: Special Victims Unit | قانون و نظم: واحد قربانیان ویژه | لی هیلی          | اپیزود: "Escape" |
| ۲۰۰۴–۲۰۰۵ | American Dreams                   | رویاهای آمریکایی                | کریس پیِرس        | ۱۲ اپیزود |
| ۲۰۰۶      | The Bedford Diaries               | خاطرات بدفورد                   | ریچارد ترون سوم  | ۸ اپیزود (اصلی) |
| ۲۰۰۶–۲۰۱۰ | Heroes                            | قهرمانان                        | پیتر پترلی       | ۷۰ اپیزود (اصلی) نامزد جوایز برگزیده نوجوانان برای بازیگر مرد برگزیده سال ۲۰۰۷ برنده جوایز برگزیده نوجوانان برای بازیگر مرد برگزیده سال ۲۰۰۸ نامزد جایزهٔ Golden Nymph برای بازیگر مرد تأثیرگذار سال ۲۰۰۸ نامزد جایزه ساترن برای بهترین بازیگر مرد تلویزیون ۲۰۰۹ نامزد جایزهٔ برگزیدهٔ نوجوانان برای بازیگر برگزیده سال ۲۰۰۹ |
| ۲۰۱۱      | Suite 7                           | سوئیت ۷                         | میلو             | اپیزود: "That Guy" |
| ۲۰۱۱      | The Temp Life                     | زندگی موقت                      | آشپز             | ۲ اپیزود |
| ۲۰۱۳      | Mob City                          | شهر جنایتکاران                  | ند استاکس        | ۶ اپیزود (اصلی) |
| ۲۰۱۳–۲۰۱۴ | Chosen                            | برگزیده                         | ایان میتچل       | ۱۲ اپیزود |
| ۲۰۱۴      | Ultimate Spider-Man               | مرد عنکبوتی نهایی               | مرد عنکبوتی نوآر | ۲ اپیزود |
| ۲۰۱۵      | Gotham                            | گاتهام                          | جیسون لنون       | شخصیت دوره ای |
| ۲۰۱۵      | The Whispers                      | زمزمه                           | شان بنگان        | شخصیت اصلی |
| ۲۰۱۵      | The League                        | لیگ                             | مامور بیکر       | اپیزود: "The Block" |
| ۲۰۱۶      | Gilmore Girls                     | دختران گیلمور                   | جس ماریانو       | شخصیت اصلی |
| ۲۰۱۶-     | this is us                        | این ما هستیم                    | جک پیرسون        | شخصیت اصلی |

- صداپیشگی

| سال  | عنوان          | عنوان فارسی        | نقش           | یادداشت                       |
| ---- | -------------- | ------------------ | ------------- | ----------------------------- |
| ۲۰۰۸ | Robot Chicken  | مرغ رباتی          | گرین ارو      | اپیزود: "They Took My Thumbs" |
| ۲۰۱۱ | Marvel Anime   | انیمیشن ماروِل      | ولورین        | ۱۲ اپیزود                     |
| ۲۰۱۱ | X-Men: Destiny | مردان ایکس: سرنوشت | گرنت الکساندر | بازی ویدئویی                  |

## کارگردانی‌ها
| سال  | عنوان                     | یادداشت                            |
| ---- | ------------------------- | ---------------------------------- |
| ۲۰۰۷ | It's a Mall World         | مینی سریال؛ ۱۳ اپیزود              |
| ۲۰۰۹ | Dave Knoll Finds His Soul | فیلم تلویزیونی                     |
| ۲۰۱۰ | Ultradome                 | اپیزود: Han Solo vs. Indiana Jones |
| ۲۰۱۱ | Suite 7                   | اپیزود: "That Guy"                 |

## نویسندگی
| سال  | عنوان     | یادداشت     |
| ---- | --------- | ----------- |
| ۲۰۱۰ | Ultradome | نویسندهٔ دوم |

## تهیه کنندگی
| سال       | عنوان                     | سادداشت                    |
| --------- | ------------------------- | -------------------------- |
| ۲۰۰۷      | It's a Mall World         | ۱۳ اپیزود                  |
| ۲۰۰۷      | Winter Tales              | مینی سریال                 |
| ۲۰۰۹      | Dave Knoll Finds His Soul | تهیه کنندهٔ اجرایی          |
| ۲۰۱۰      | Ultradome                 | تهیه کنندهٔ اجرایی ۳ اپیزود |
| ۲۰۱۱      | Suite 7                   | اپیزود: "That Guy"         |
| ۲۰۱۲      | Static                    | تهیه کنندهٔ اجرایی          |
| ۲۰۱۳      | The PET Squad Files       | تهیه کنندهٔ اجرایی ۶ اپیزود |
| ۲۰۱۳–۲۰۱۴ | Chosen (TV series)        | تهیه کنندهٔ اجرایی ۶ اپیزود |
| ۲۰۱۴      | Tell                      | تهیه‌کننده                  |